# Politique dans l'Essonne
Le département français de l'Essonne est un département créé par la loi du 10 juillet 1964 par démembrement de l'ancienne Seine-et-Oise, effectivement constitué le 1er janvier 1968 par la mise en place du Conseil général de l'Essonne. En 1966 furent institués les arrondissements d'Évry, Étampes et Palaiseau, en 1967 les vingt-sept cantons de l'Essonne, régulièrement modifiés pour atteindre en 1985 les quarante-deux actuels et les quatre circonscriptions législatives, portées à dix en 1986.
Cette page présente les découpages administratifs et électoraux, les représentations actuelles et un historique politique du département.

## Représentation politique et administrative

### Synthèse des représentations
| Élus                       | Gauche | Centre | Droite | Extrême-droite |
| -------------------------- | ------ | ------ | ------ | -------------- |
| Sénateurs                  | 1      | 0      | 4      | 0              |
| Députés                    | 7      | 2      | 0      | 1              |
| Conseillers régionaux      | 6      | 4      | 10     | 2              |
| Conseillers départementaux | 14     | 3      | 25     | 0              |
| Maires                     | 50     | –      | 93     | –              |

### Préfets et arrondissements

Arrondissements de l'Essonne.

Le département de l'Essonne est découpé en trois arrondissements :
- l'arrondissement d'Évry regroupe les cantons d'Evry-Courcouronnes, de Ris-Orangis, de Corbeil-Essonnes, de Viry-Châtillon, de Sainte-Geneviève-des-Bois (Morsang-sur-Orge), de Draveil, de Vigneux-sur-Seine, d'Yerres, d'Epinay-sous-Sénart et de Mennecy
- l'arrondissement d'Étampes regroupe les cantons d'Etampes, de Dourdan, d'Arpajon (Janville-sur-Juine, Lardy, Torfou et Boissy-sous-Saint-Yon) et de Mennecy (Itteville, Baulne, La Ferté-Alais, Mondeville, Boutigny-sur-Essonne, Guigneville-sur-Essonne, Videlles).
- l'arrondissement de Palaiseau regroupe les cantons d'Arpajon, de Brétigny-sur-Orge, de Ris-Orangis (Le Plessis-Pâté), de Sainte-Geneviève-des-Bois, d'Athis-Mons, de Savigny-sur-Orge, de Massy, de Longjumeau, de Palaiseau, des Ulis, de Gif-sur-Yvette et de Dourdan (Angervilliers, Breuillet, Briis-sous-Forges, Courson-Monteloup, Fontenay-les-Briis, Forges-les-Bains, Janvry, Limours, Saint Maurice-Montcouronne, Vaugrigneuse).

### Députés et circonscriptions législatives

Carte des circonscriptions législatives de l'Essonne.

Le département de l'Essonne comptait quatre circonscriptions de 1967 à 1986. À partir de 1986, il est divisé en dix circonscriptions législatives. Depuis le redécoupage de 2009, le département comprend les circonscriptions suivantes :
- la première circonscription composée des cantons de Corbeil-Essonnes-Est et Ouest et d'Évry-Nord et Sud.
- la deuxième circonscription composée des cantons de Mennecy, Milly-la-Forêt, Étampes, La Ferté-Alais et Méreville.
- la troisième circonscription composée des cantons de Dourdan, Étréchy, Saint-Chéron, Arpajon (minoré de Bruyères-le-Châtel et Ollainville) et Brétigny-sur-Orge.
- la quatrième circonscription composée des cantons de Limours, Longjumeau, Montlhéry et Villebon-sur-Yvette et les communes de Bruyères-le-Châtel et Ollainville.
- la cinquième circonscription composée des cantons de Bièvres, Gif-sur-Yvette, Orsay et Les Ulis.
- la sixième circonscription composée des cantons de Chilly-Mazarin, Massy-Est et Ouest et Palaiseau.
- la septième circonscription composée des cantons de Viry-Châtillon, Athis-Mons, Juvisy-sur-Orge et Savigny-sur-Orge.
- la huitième circonscription composée des cantons de Brunoy, Montgeron, Vigneux-sur-Seine et Yerres.
- la neuvième circonscription composée des cantons de Draveil, Épinay-sous-Sénart, Ris-Orangis et Saint-Germain-lès-Corbeil.
- la dixième circonscription composée des cantons de Grigny, Morsang-sur-Orge, Sainte-Geneviève-des-Bois et Saint-Michel-sur-Orge.

Carte électorale des circonscriptions en 2024.

Avec le redécoupage cantonal de 2014, les circonscriptions législatives comportent actuellement :
- la première circonscription composée des cantons d'Evry-Courcouronnes, de Corbeil-Essonnes et de Ris-Orangis (Bondoufle)
- la deuxième circonscription composée des cantons de Mennecy, d'Etampes et de Ris-Orangis (Vert-le Petit et Vert-le Grand)
- la troisième circonscription composée des cantons de Brétigny-sur-Orge, d'Arpajon, de Dourdan et de Ris-Orangis (Le Plessis-Pâté)
- la quatrième circonscription composée des cantons de Longjumeau, des Ulis, de Gif-sur-Yvette et d'Arpajon (Bruyères-le-Châtel et Ollainville)
- la cinquième circonscription composée des cantons de Gif-sur-Yvette et Palaiseau (Orsay)
- la sixième circonscription composée des cantons de Massy, de Palaiseau et de Savigny-sur-Orge
- la septième circonscription composée des cantons d'Athis-Mons, de Savigny-sur-Orge (Savigny-sur-Orge) et de Viry-Châtillon (Viry-Châtillon)
- la huitième circonscription composée des cantons de Vigneux-sur-Seine, d'Yerres et de Draveil (portion de Montgeron)
- la neuvième circonscription composée des cantons d'Epinay-sous-Sénart, de Draveil et de Ris-Orangis (Ris-Orangis)
- la dixième circonscription composée des cantons de Sainte-Geneviève-des-Bois, de Brétigny-sur-Orge (Saint-Michel-sur-Orge), de Viry-Châtillon (Grigny) et de Ris-Orangis (Fleury-Mérogis)

| Circ. | Nom                            |  | Parti | Groupe                      | Suppléant         |
| ----- | ------------------------------ |  | ----- | --------------------------- | ----------------- |
| 1re   | Farida Amrani                  |  | LFI   | La France insoumise         | Oscar Segura      |
| 2e    | Nathalie Da Conceicao Carvalho |  | RN    | Rassemblement national      | Carlos Cabrera    |
| 3e    | Steevy Gustave                 |  | LÉ    | Écologiste et social        | Pascale Perron    |
| 4e    | Marie-Pierre Rixain            |  | RE    | Ensemble pour la République | Igor Trickovski   |
| 5e    | Paul Midy                      |  | RE    | Ensemble pour la République | Anne Cornier      |
| 6e    | Jérôme Guedj                   |  | PS    | Socialistes et apparentés   | Rafika Rezgui     |
| 7e    | Claire Lejeune                 |  | LFI   | La France insoumise         | Yanisse Lalouci   |
| 8e    | Bérenger Cernon                |  | LFI   | La France insoumise         | Céline Ciéplinski |
| 9e    | Julie Ozenne                   |  | LÉ    | Écologiste et social        | Sami Hedjem       |
| 10e   | Antoine Léaument               |  | LFI   | La France insoumise         | Anaïs Köse        |

### Sénateurs
Le département de l'Essonne est représenté par cinq sénateurs :
|                    | Laure Darcos         | LR-SL | Les Indépendants - République et territoires | Conseillère départementale de Gif-sur-Yvette (2015 → )                                           |
|                    | Vincent Delahaye *   | UDI   | Union centriste                              | Maire de Massy (1995 → 2017)                                                                     |
|                    | Jocelyne Guidez      | UDI   | Union centriste                              | Présidente de la CC Le Dourdannais en Hurepoix (2014 → 2017) Maire de Saint-Chéron (2008 → 2017) |
|                    | Jean-Raymond Hugonet | DVD   | Les Républicians (app.)                      | Conseiller régional d'Île-de-France (2015 → 2017) Maire de Limours (2001 → 2017)                 |
|                    | David Ros            | PS    | Socialiste, écologiste et républicain        | Conseiller départemental de Palaiseau (2015 → ) Maire d'Orsay (2008 → 2024)                      |
| * Sénateur sortant |                      |       |                                              |                                                                                                  |

### Conseillers régionaux
L'Essonne compte 22 conseillers régionaux sur les 209 élus qui composent l'assemblée du conseil régional d'Île-de-France issus des élections des 20 et 27 juin 2021.
| Identité | Identité                     | Parti | Autres mandat ou fonction                                 |
| -------- | ---------------------------- | ----- | --------------------------------------------------------- |
|          | Robin Reda                   | LR-SL | Député de l'Essonne                                       |
|          | Sylvie Carillon              | LR    | Maire de Montgeron                                        |
|          | Jean-Philippe Dugoin-Clément | UDI   | Maire de Mennecy                                          |
|          | Faten Hidri                  | UDI   | Conseillère municipale de Draveil                         |
|          | Stéphane Beaudet             | DVD   | Maire d'Évry-Courcouronnes                                |
|          | Marianne Duranton            | UDI   | Maire de Morsang-sur-Orge                                 |
|          | Grégoire de Lasteyrie        | LR    | Maire de Palaiseau                                        |
|          | Aurélie Gros                 | LR    | Maire du Coudray-Montceaux                                |
|          | Gérard Hébert                | LR    | Maire-adjoint d'Étampes                                   |
|          | Mama Sy                      | LR    | Maire-adjointe d'Étampes                                  |
|          | Jean-François Vigier         | UDI   | Maire de Bures-sur-Yvette                                 |
|          | Sandrine Lamiré              | MoDem | Maire-adjointe de Brunoy                                  |
|          | Jean-Marie Vilain            | LC    | Maire de Viry-Châtillon                                   |
|          | Hella Kribi-Romdhane         | G·s   | Conseillère municipale de Massy                           |
|          | Jérôme Guedj                 | PS    |                                                           |
|          | Sophia Chikirou              | LFI   |                                                           |
|          | Francois Damerval            | CÉ    | Conseiller municipal de Draveil                           |
|          | Fatima Ogbi                  | PS    | Maire-adjointe de Grigny                                  |
|          | Lamine Camara                | PCF   |                                                           |
|          | Audrey Guibert               | RN    |                                                           |
|          | Aurélien Legrand             | RN    |                                                           |
|          | Amélie de Montchalin         | LREM  | Ministre de la Transformation et de la Fonction publiques |

### Conseillers départementaux et cantons

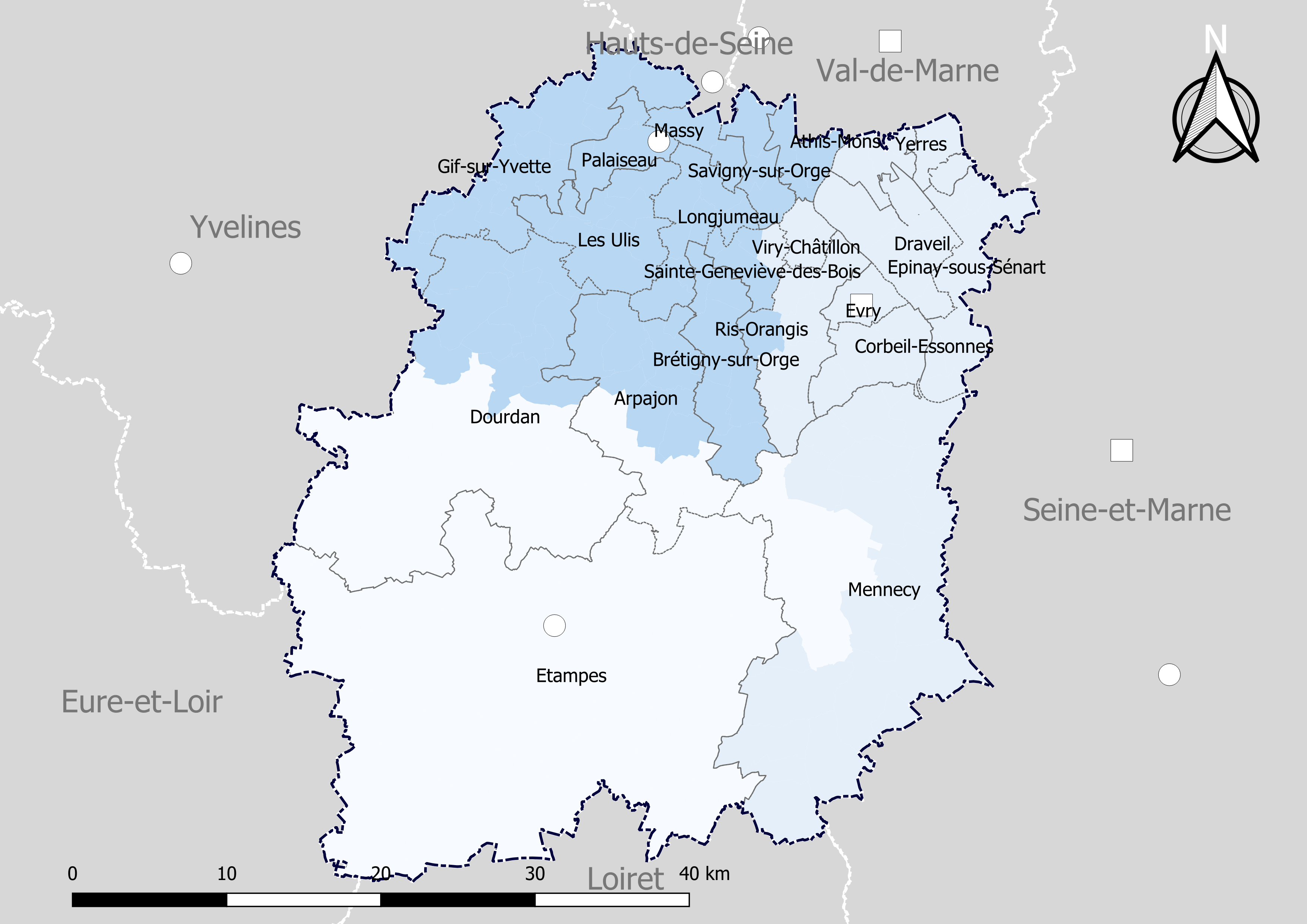
Découpage cantonal du département de l'Essonne, avec en surimpression les arrondissements (en nuances de bleu) - Carte arrêtée au 1er janvier 2019.

En 2015, le département de l'Essonne est découpé en vingt-et-un cantons :
- le canton d'Arpajon qui regroupe les communes d'Arpajon, Avrainville, Bruyères-le-Châtel, Cheptainville, Égly, Guibeville, Leuville-sur-Orge, La Norville, Ollainville et Saint-Germain-lès-Arpajon.
- le canton d'Athis-Mons qui regroupe les communes d'Athis-Mons et Paray-Vieille-Poste.
- le canton de Brétigny-sur-Orge qui regroupe les communes de Brétigny-sur-Orge, Leudeville, Marolles-en-Hurepoix, Le Plessis-Pâté et Saint-Vrain.
- le canton de Corbeil-Essonnes qui regroupe les communes de Corbeil-Essonnes, Écharcon, Lisses et Villabé.
- le canton de Dourdan qui regroupe les communes d'Authon-la-Plaine, Chatignonville, Corbreuse, Dourdan, La Forêt-le-Roi, Les Granges-le-Roi, Mérobert, Plessis-Saint-Benoist, Richarville, Roinville et Saint-Escobille.
- le canton de Draveil qui regroupe la commune de Draveil.
- le canton d'Épinay-sous-Sénart qui regroupe les communes de Boussy-Saint-Antoine, Épinay-sous-Sénart, Quincy-sous-Sénart et Varennes-Jarcy.
- le canton d'Étampes qui regroupe les communes de Boissy-le-Sec, Boutervilliers, Bouville, Brières-les-Scellés, Chalo-Saint-Mars, Étampes, Morigny-Champigny, Ormoy-la-Rivière, Puiselet-le-Marais, Saint-Hilaire et Valpuiseaux.
- le canton d'Évry qui regroupe la commune d'Évry-Courcouronnes.
- le canton de Gif-sur-Yvette qui regroupe la commune de Gif-sur-Yvette.
- le canton de Longjumeau qui regroupe les communes d'Épinay-sur-Orge, Longjumeau, Villemoisson-sur-Orge et Villiers-sur-Orge.
- le canton de Massy qui regroupe les communes de Chilly-Mazarin et Massy.
- le canton de Mennecy qui regroupe les communes d'Auvernaux, Ballancourt-sur-Essonne, Champcueil, Chevannes, Le Coudray-Montceaux, Écharcon, Fontenay-le-Vicomte, Mennecy, Nainville-les-Roches, Ormoy, Vert-le-Grand et Vert-le-Petit.
- le canton de Palaiseau qui regroupe les communes d'Igny, Orsay et Palaiseau.
- le canton de Ris-Orangis qui regroupe les communes de Bondoufle, Fleury-Mérogis, Le Plessis-Pâté, Ris-Orangis, Vert-le-Grand et Vert-le-Petit.
- le canton de Sainte-Geneviève-des-Bois qui regroupe les communes de Morsang-sur-Orge, Sainte-Geneviève-des-Bois, Villemoisson-sur-Orge et Villiers-sur-Orge.
- le canton de Savigny-sur-Orge qui regroupe les communes de Morangis, Savigny-sur-Orge et Wissous.
- le canton des Ulis qui regroupe les communes de Gometz-le-Châtel, Marcoussis, Nozay, Saint-Jean-de-Beauregard, Les Ulis, Villebon-sur-Yvette et Villejust.
- le canton de Vigneux-sur-Seine qui regroupe les communes de Crosne et Vigneux-sur-Seine et une partie de Montgeron.
- le canton de Viry-Châtillon qui regroupe les communes de Grigny et Viry-Châtillon.

- le canton d'Yerres qui regroupe la commune de Yerres et une partie de Brunoy.

Carte électorale des cantons en 2014.

Depuis les dernières élections départementales de 2015, les cantons sont représentés par :
| Canton                              | Conseiller départemental | Parti | Parti | Autres mandats                                                                       |
| ----------------------------------- | ------------------------ | ----- | ----- | ------------------------------------------------------------------------------------ |
| Canton d'Arpajon                    | Dominique Bougraud       |       | UDI   | Maire de Lardy                                                                       |
| Canton d'Arpajon                    | Alexandre Touzet         |       | LR    | Maire de Saint-Yon                                                                   |
| Canton d'Athis-Mons                 | Pascal Picard            |       | LR    | Conseiller municipal de Paray-Vieille-Poste                                          |
| Canton d'Athis-Mons                 | Christine Rodier         |       | LR    | Maire d'Athis-Mons                                                                   |
| Canton de Brétigny-sur-Orge         | Nicolas Méary            |       | UDI   | Maire de Brétigny-sur-Orge                                                           |
| Canton de Brétigny-sur-Orge         | Sophie Rigault           |       | LR    | Maire-adjointe de Saint-Michel-sur-Orge                                              |
| Canton de Corbeil-Essonnes          | Jean-Pierre Bechter      |       | LR    | Maire de Corbeil-Essonnes, VP de la CA Grand Paris Sud Seine-Essonne-Sénart          |
| Canton de Corbeil-Essonnes          | Caroline Varin           |       | LR    | -                                                                                    |
| Canton de Dourdan                   | Dany Boyer               |       | DVD   | Maire d'Angervilliers                                                                |
| Canton de Dourdan                   | Dominique Écharoux       |       | LR    | Conseiller municipal de Roinville                                                    |
| Canton de Draveil                   | Aurélie Gros             |       | LR    | -                                                                                    |
| Canton de Draveil                   | Georges Tron             |       | LR    | Maire de Draveil                                                                     |
| Canton d'Épinay-sous-Sénart         | Damien Allouch           |       | PS    | Maire-adjoint de Boussy-Saint-Antoine                                                |
| Canton d'Épinay-sous-Sénart         | Annick Dischbein         |       | PS    | Conseillère municipale de Saint-Pierre-du-Perray                                     |
| Canton d'Étampes                    | Marie-Claire Chambaret   |       | DVD   | Maire de Cerny                                                                       |
| Canton d'Étampes                    | Guy Crosnier             |       | LR    | Maire de La Forêt-Sainte-Croix                                                       |
| Canton d'Évry                       | Ronan Fleury             |       | PS    | Maire-adjoint d'Évry                                                                 |
| Canton d'Évry                       | Fatoumata Koïta          |       | PS    | Maire-adjointe d'Évry                                                                |
| Canton de Gif-sur-Yvette            | Michel Bournat           |       | DVD   | Maire de Gif-sur-Yvette                                                              |
| Canton de Gif-sur-Yvette            | Laure Darcos             |       | LR    | Sénatrice de l'Essonne                                                               |
| Canton de Longjumeau                | Sandrine Gelot-Rateau    |       | LR    | Maire de Longjumeau                                                                  |
| Canton de Longjumeau                | Claude Pons              |       | LR    | Maire de Montlhéry                                                                   |
| Canton de Massy                     | Jérôme Guedj             |       | PS    | -                                                                                    |
| Canton de Massy                     | Rafika Rezgui            |       | PS    | Conseillère municipale de Chilly-Mazarin                                             |
| Canton de Mennecy                   | Patrick Imbert           |       | LR    | Président de la CC du Val d'Essonne, conseiller municipal de Ballancourt-sur-Essonne |
| Canton de Mennecy                   | Caroline Parâtre         |       | LR    | Conseillère municipale de La Ferté-Alais                                             |
| Canton de Palaiseau                 | Anne Launay              |       | EELV  | -                                                                                    |
| Canton de Palaiseau                 | David Ros                |       | PS    | Maire d'Orsay                                                                        |
| Canton de Ris-Orangis               | Hélène Dian-Leloup       |       | EELV  | Maire-adjointe du Plessis-Pâté                                                       |
| Canton de Ris-Orangis               | Stéphane Raffalli        |       | PS    | Maire de Ris-Orangis                                                                 |
| Canton de Sainte-Geneviève-des-Bois | Frédéric Petitta         |       | PS    | -                                                                                    |
| Canton de Sainte-Geneviève-des-Bois | Marjolaine Rauze         |       | PCF   | Maire de Morsang-sur-Orge                                                            |
| Canton de Savigny-sur-Orge          | Éric Mehlhorn            |       | LR    | Maire de Savigny-sur-Orge                                                            |
| Canton de Savigny-sur-Orge          | Brigitte Vermillet       |       | LR    | Conseillère municipale de Morangis                                                   |
| Canton des Ulis                     | Dominique Fontenaille    |       | DVD   | Maire de Villebon-sur-Yvette                                                         |
| Canton des Ulis                     | Françoise Marhuenda      |       | MRC   | Maire des Ulis                                                                       |
| Canton de Vigneux-sur-Seine         | François Durovray        |       | LR    | Président du Conseil départemental, maire de Montgeron                               |
| Canton de Vigneux-sur-Seine         | Nicole Poinsot           |       | LR    | Maire-adjointe de Vigneux-sur-Seine                                                  |
| Canton de Viry-Châtillon            | Jérôme Bérenger          |       | LR    | Maire-adjoint de Viry-Châtillon                                                      |
| Canton de Viry-Châtillon            | Sylvie Gibert            |       | MoDem | Conseillère municipale de Grigny                                                     |
| Canton d'Yerres                     | Olivier Clodong          |       | DLF   | Maire d'Yerres                                                                       |
| Canton d'Yerres                     | Martine Sureau           |       | DLF   | Conseillère municipale de Brunoy                                                     |

### Intercommunalités

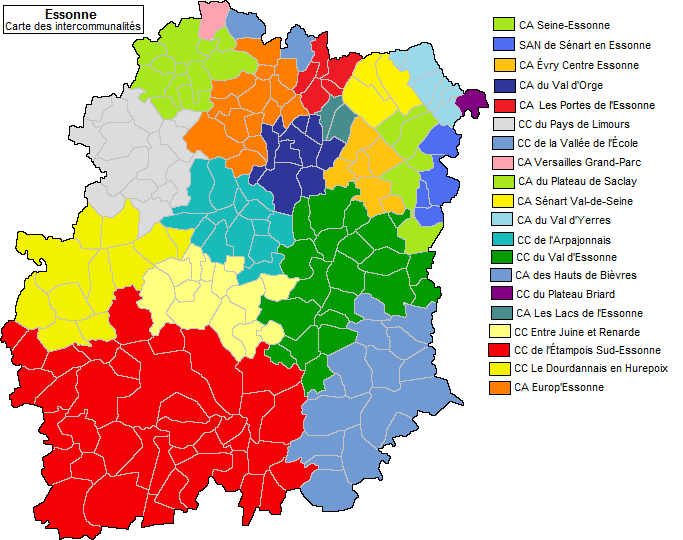
Carte des intercommunalités de l'Essonne en 2013.

En 2013, le département de l'Essonne est découpé en vingt intercommunalités comprenant onze communautés d'agglomération, huit communautés de communes et un syndicat d'agglomération nouvelle :
- la communauté d'agglomération Europ'Essonne qui regroupe les quatorze communes de Ballainvilliers, Champlan, Chilly-Mazarin, Épinay-sur-Orge, La Ville-du-Bois, Linas, Longjumeau, Marcoussis, Massy, Montlhéry, Nozay, Saulx-les-Chartreux, Villebon-sur-Yvette et Villejust[4].
- la communauté d'agglomération Évry Centre Essonne qui regroupe les six communes de Bondoufle, Courcouronnes, Évry, Lisses, Ris-Orangis et Villabé[5].
- la communauté d'agglomération Les Lacs de l'Essonne qui regroupe les deux communes de Grigny et Viry-Châtillon[6].
- la communauté d'agglomération Les Portes de l'Essonne qui regroupe les cinq communes d'Athis-Mons, Juvisy-sur-Orge, Morangis, Paray-Vieille-Poste et Savigny-sur-Orge[7].
- la communauté d'agglomération du Plateau de Saclay qui regroupe les onze communes de Bures-sur-Yvette, Gif-sur-Yvette, Gometz-le-Châtel, Igny, Les Ulis, Orsay, Palaiseau, Saclay, Saint-Aubin, Vauhallan et Villiers-le-Bâcle[8].
- la communauté d'agglomération Seine-Essonne qui regroupe les cinq communes de Corbeil-Essonnes, Étiolles, Le Coudray-Montceaux, Saint-Germain-lès-Corbeil et Soisy-sur-Seine[9].
- la communauté d'agglomération Sénart Val de Seine qui regroupe les trois communes de Draveil, Montgeron et Vigneux-sur-Seine[10].
- la communauté d'agglomération du Val d'Orge qui regroupe les dix communes de Brétigny-sur-Orge, Fleury-Mérogis, Le Plessis-Pâté, Leuville-sur-Orge, Longpont-sur-Orge, Morsang-sur-Orge, Saint-Geneviève-des-Bois, Saint-Michel-sur-Orge, Villemoisson-sur-Orge et Villiers-sur-Orge[11].
- la communauté d'agglomération du Val d'Yerres qui regroupe les six communes de Boussy-Saint-Antoine, Brunoy, Crosne, Épinay-sous-Sénart, Quincy-sous-Sénart et Yerres[12].
- la communauté d'agglomération des Hauts-de-Bièvre qui regroupe Verrières-le-Buisson et Wissous en Essonne avec les cinq communes des Hauts-de-Seine d'Antony, Bourg-la-Reine, Châtenay-Malabry, Le Plessis-Robinson et Sceaux[13].
- la communauté d'agglomération Versailles Grand Parc qui regroupe Bièvres avec les onze communes des Yvelines de Bailly, Bois-d'Arcy, Buc, Châteaufort, Fontenay-le-Fleury, Jouy-en-Josas, Les Loges-en-Josas, Noisy-le-Roi, Rennemoulin, Rocquencourt, Saint-Cyr-l'École, Toussus-le-Noble, Versailles et Viroflay[14].
- la communauté de communes de l'Arpajonnais qui regroupe les quatorze communes d'Arpajon, Avrainville, Boissy-sous-Saint-Yon, Breuillet, Bruyères-le-Châtel, Cheptainville, Égly, Guibeville, La Norville, Lardy, Marolles-en-Hurepoix, Ollainville, Saint-Germain-lès-Arpajon et Saint-Yon[15].
- la communauté de communes Entre Juine et Renarde qui regroupe les treize communes d'Auvers-Saint-Georges, Boissy-le-Cutté, Bouray-sur-Juine, Chamarande, Chauffour-lès-Étréchy, Étréchy, Janville-sur-Juine, Mauchamps, Saint-Sulpice-de-Favières, Souzy-la-Briche, Torfou, Villeconin et Villeneuve-sur-Auvers[16].
- la communauté d'agglomération de l'Étampois Sud-Essonne qui regroupe les trente-huit communes d'Abbéville-la-Rivière, Angerville, Arrancourt, Authon-la-Plaine, Blandy, Bois-Herpin, Boissy-la-Rivière, Boissy-le-Sec, Boutervilliers, Bouville, Brières-les-Scellés, Brouy, Chalo-Saint-Mars, Chalou-Moulineux, Champmotteux, Chatignonville, Congerville-Thionville, Estouches, Étampes, Fontaine-la-Rivière, Guillerval, La Forêt-Sainte-Croix, Marolles-en-Beauce, Méréville, Mérobert, Mespuits, Monnerville, Morigny-Champigny, Ormoy-la-Rivière, Plessis-Saint-Benoist, Puiselet-le-Marais, Pussay, Roinvilliers, Saclas, Saint-Cyr-la-Rivière, Saint-Escobille, Saint-Hilaire et Valpuiseaux[17].
- la communauté de communes Le Dourdannais en Hurepoix qui regroupe les onze communes de Breux-Jouy, Corbreuse, Dourdan, La Forêt-le-Roi, Le Val-Saint-Germain, Les Granges-le-Roi, Richarville, Roinville, Saint-Chéron, Saint-Cyr-sous-Dourdan et Sermaise[18].
- la communauté de communes du pays de Limours qui regroupe les quatorze communes d'Angervilliers, Boullay-les-Troux, Briis-sous-Forges, Courson-Monteloup, Fontenay-lès-Briis, Forges-les-Bains, Gometz-la-Ville, Janvry, Les Molières, Limours, Pecqueuse, Saint-Jean-de-Beauregard, Saint-Maurice-Montcouronne et Vaugrigneuse[19].
- la communauté de communes du Val d'Essonne qui regroupe les vingt et une communes d'Auvernaux, Ballancourt-sur-Essonne, Baulne, Cerny, Champcueil, Chevannes, D'Huison-Longueville, Écharcon, Fontenay-le-Vicomte, Guigneville-sur-Essonne, Itteville, La Ferté-Alais, Leudeville, Mennecy, Nainville-les-Roches, Ormoy, Orveau, Saint-Vrain, Vayres-sur-Essonne, Vert-le-Grand et Vert-le-Petit[20].
- la communauté de communes des 2 Vallées qui regroupe les quinze communes de Boigneville, Boutigny-sur-Essonne, Buno-Bonnevaux, Courances, Courdimanche-sur-Essonne, Dannemois, Gironville-sur-Essonne, Maisse, Milly-la-Forêt, Moigny-sur-École, Mondeville, Oncy-sur-École, Prunay-sur-Essonne, Soisy-sur-École et Videlles.
- la communauté de communes du Plateau briard qui regroupe Varennes-Jarcy avec les cinq communes du Val-de-Marne de Mandres-les-Roses, Marolles-en-Brie, Périgny, Santeny et Villecresnes[21].
- la Communauté d’agglomération de Sénart en Essonne qui regroupe les quatre communes de Morsang-sur-Seine, Saint-Pierre-du-Perray, Saintry-sur-Seine et Tigery[22].

### Maires et communes

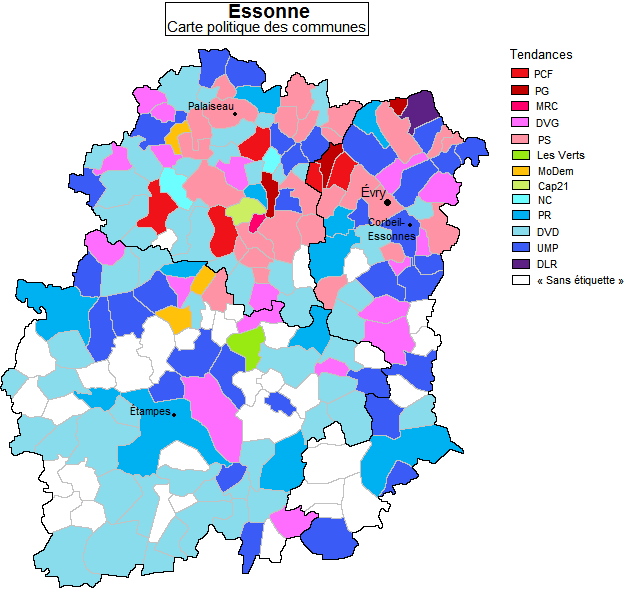
Carte politique des communes de l'Essonne au 1er janvier 2009.

En 2008, le département de l'Essonne compte cent quatre-vingt-seize communes. Cinquante sont dirigées par la gauche (quatre communistes, trois Parti de gauche, un républicain et citoyen, quatorze divers gauche, vingt-sept socialistes et un vert), un par le MoDem, une par Cap21, quatre-vingt-treize par la droite (deux du Nouveau Centre, deux UDF, treize radicaux, quarante-neuf divers droite, vingt-six UMP et un Debout la République). Les étiquettes de cinquante maires sont indéterminées.

## Histoire politique de l'Essonne

### Tendances et résultats politiques
Élections présidentielles, résultats des deuxièmes tours :
- Élection présidentielle de 1969 : 57,06 % pour Georges Pompidou (UDR), 42,94 % pour Alain Poher (CD), 66,20 % de participation[23].
- Élection présidentielle de 1974 : 54,71 % pour François Mitterrand (PS), 45,29 % pour Valéry Giscard d'Estaing (RI), 89,24 % de participation[24].
- Élection présidentielle de 1981 : 56,52 % pour François Mitterrand (PS), 43,48 % pour Valéry Giscard d'Estaing (UDF), 86,44 % de participation[25].
- Élection présidentielle de 1988 : 54,95 % pour François Mitterrand (PS), 45,05 % pour Jacques Chirac (RPR), 84,04 % de participation[26].
- Élection présidentielle de 1995 : 53,30 % pour Jacques Chirac (RPR), 46,70 % pour Lionel Jospin (PS), 80,71 % de participation[27].
- Élection présidentielle de 2002 : 84,96 % pour Jacques Chirac (RPR), 15,04 % pour Jean-Marie Le Pen (FN), 81,01 % de participation[28].
- Élection présidentielle de 2007 : 52,08 % pour Nicolas Sarkozy (UMP), 47,92 % pour Ségolène Royal (PS), 85,92 % de participation[29].
- Élection présidentielle de 2012 : 53,43 % pour François Hollande (PS), 46,57 % pour Nicolas Sarkozy (UMP), 81,76 % de participation[30].
- Élection présidentielle de 2017 : 72,18 % pour Emmanuel Macron (EM), 27,82 % pour Marine Le Pen (FN), 74,92 % de participation[31]

Élections européennes, résultats des deux meilleurs scores :
- Élections européennes de 1979 : 25,00 % pour Simone Veil (UDF), 23,70 % pour Georges Marchais (PCF), 60,67 % de participation[32].
- Élections européennes de 1984 : 40,37 % pour Simone Veil (UDF-RPR), 20,70 % pour Lionel Jospin (PS), 54,82 % de participation[33].
- Élections européennes de 1989 : 26,70 % pour Valéry Giscard d'Estaing (UDF-RPR), 23,15 % pour Laurent Fabius (PS), 49,21 % de participation[34].
- Élections européennes de 1994 : 23,68 % pour Dominique Baudis (UDF-RPR), 15,65 % pour Michel Rocard (PS), 53,63 % de participation[35].
- Élections européennes de 1999 : 21,82 % pour François Hollande (PS), 12,32 % pour Charles Pasqua (RPF), 47,17 % de participation[36].
- Élections européennes de 2004 : 27,26 % pour Harlem Désir (PS), 15,35 % pour Patrick Gaubert (UMP), 44,79 % de participation[37].
- Élections européennes de 2009 : 26,21 % pour Michel Barnier (UMP), 19,35 % pour Daniel Cohn-Bendit (Europe Écologie), 42,20 % de participation[38].

Élections sénatoriales, résultats des deux meilleurs scores :
- Élections sénatoriales de 2004 : 34,74 % pour Jean-Luc Mélenchon (PS), 15,67 % pour Serge Dassault (UMP), 99,06 % de participation[39].
- Élections sénatoriales de 2011 : 31,20 % pour Jean-Vincent Placé (UG), 19,58 % pour Michel Berson (DVG), 98,67 % de participation[40].
- Élections sénatoriales de 2017 : 30,51 % pour Vincent Delahaye (UDI), 20,70 % pour Jean-Raymond Hugonet (LR), 95,94 % de participation.

Élections régionales, résultats des deux meilleurs scores :
- Élections régionales de 1992 : 32,45 % pour Michel Giraud (RPR), 15,53 % pour Michel de Rostolan (FN), 67,02 % de participation[41].
- Élections régionales de 1998 : 36,54 % pour Jean-Paul Huchon (PS), 26,04 % pour Édouard Balladur (RPR-UDF), 54,68 % de participation[42].
- Élections régionales de 2004 : 51,31 % pour Jean-Paul Huchon (PS), 37,78 % pour Jean-François Copé (UMP), 66,64 % de participation[43].
- Élections régionales de 2010 : 58,64 % pour Jean-Paul Huchon (PS), 41,36 % pour Valérie Pécresse (UMP), 48,31 % de participation[44].
- Élections régionales de 2015 : 40,90 % pour Valérie Pécresse (LR), 40,90 % pour Claude Bartolone (PS), 55,58 % de participation.

Élections référendaires :
- Référendum de 1992 relatif au traité de Maastricht : 54,48 % pour le Oui, 45,52 % pour le Non, 72,46 % de participation[45].
- Référendum de 2000 relatif au quinquennat présidentiel : 74,53 % pour le Oui, 25,47 % pour le Non, 31,69 % de participation[46].
- Référendum de 2005 relatif au traité établissant une Constitution pour l'Europe : 50,71 % pour le Non, 49,29 % pour le Oui, 71,42 % de participation[47].

### Évolution politique sénatoriales
- Élections sénatoriales de 1968 dans l'Essonne
- Élections sénatoriales de 1977 dans l'Essonne
- Élections sénatoriales de 1986 dans l'Essonne
- Élections sénatoriales de 1995 dans l'Essonne
- Élections sénatoriales de 2004 dans l'Essonne
- Élections sénatoriales de 2011 dans l'Essonne
- Élections sénatoriales de 2017 dans l'Essonne
- Élections sénatoriales de 2023 dans l'Essonne

### Évolution politique des circonscriptions
- Élections législatives de 1967 dans l'Essonne
- Élections législatives de 1968 dans l'Essonne
- Élections législatives de 1973 dans l'Essonne
- Élections législatives de 1978 dans l'Essonne
- Élections législatives de 1981 dans l'Essonne
- Élections législatives de 1988 dans l'Essonne
- Élections législatives de 1993 dans l'Essonne
- Élections législatives de 1997 dans l'Essonne
- Élections législatives de 2002 dans l'Essonne
- Élections législatives de 2007 dans l'Essonne
- Élections législatives de 2012 dans l'Essonne
- Élections législatives de 2017 dans l'Essonne
- Élections législatives de 2022 dans l'Essonne
- Élections législatives de 2024 dans l'Essonne

|      |      |      |      |      |      |      |      |      | 1re                                                | 1re                                                | 2e                                                 | 2e                                                 | 3e                                                 | 3e                                                 | 4e                                                 | 4e                                                 | 5e                                                 | 5e                                                 | 6e                                                 | 6e                                                 | 7e                                                 | 7e                                                 | 8e                                                 | 8e                                                 | 9e                                                 | 9e                                                 | 10e                                                | 10e                                                |
| ---- | ---- | ---- | ---- | ---- | ---- | ---- | ---- | ---- | -------------------------------------------------- | -------------------------------------------------- | -------------------------------------------------- | -------------------------------------------------- | -------------------------------------------------- | -------------------------------------------------- | -------------------------------------------------- | -------------------------------------------------- | -------------------------------------------------- | -------------------------------------------------- | -------------------------------------------------- | -------------------------------------------------- | -------------------------------------------------- | -------------------------------------------------- | -------------------------------------------------- | -------------------------------------------------- | -------------------------------------------------- | -------------------------------------------------- | -------------------------------------------------- | -------------------------------------------------- |
| 2024 | 2024 | 2024 | 2024 | 2024 | 2024 | 2024 | 2024 | 2024 |                                                    | LFI                                                |                                                    | RN                                                 |                                                    | LÉ                                                 |                                                    | RE                                                 |                                                    | RE                                                 |                                                    | PS                                                 |                                                    | LFI                                                |                                                    | LFI                                                |                                                    | LÉ                                                 |                                                    | LFI                                                |
| 2022 | 2022 | 2022 | 2022 | 2022 | 2022 | 2022 | 2022 | 2022 |                                                    | LFI                                                |                                                    | RN                                                 |                                                    | RE                                                 |                                                    | RE                                                 |                                                    | RE                                                 |                                                    | PS                                                 |                                                    | RE                                                 |                                                    | DLF                                                |                                                    | RE                                                 |                                                    | LFI                                                |
| 2017 | 2017 | 2017 | 2017 | 2017 | 2017 | 2017 | 2017 | 2017 |                                                    | DVG                                                |                                                    | LR                                                 |                                                    | LREM                                               |                                                    | LREM                                               |                                                    | LREM                                               |                                                    | LREM                                               |                                                    | LR                                                 |                                                    | DLF                                                |                                                    | LREM                                               |                                                    | LREM                                               |
| 2012 | 2012 | 2012 | 2012 | 2012 | 2012 | 2012 | 2012 | 2012 |                                                    | PS                                                 |                                                    | UMP                                                |                                                    | PS                                                 |                                                    | UMP                                                |                                                    | PS                                                 |                                                    | PS                                                 |                                                    | EÉLV                                               |                                                    | DLF                                                |                                                    | PS                                                 |                                                    | PS                                                 |
| 2007 | 2007 | 2007 | 2007 | 2007 | 2007 | 2007 | 2007 | 2007 |                                                    | PS                                                 |                                                    | UMP                                                |                                                    | UMP                                                |                                                    | UMP                                                |                                                    | UMP                                                |                                                    | PS                                                 |                                                    | UMP                                                |                                                    | DLR                                                |                                                    | UMP                                                |                                                    | PS                                                 |
| 2002 | 2002 | 2002 | 2002 | 2002 | 2002 | 2002 | 2002 | 2002 |                                                    | PS                                                 |                                                    | UMP                                                |                                                    | UMP                                                |                                                    | UMP                                                |                                                    | UMP                                                |                                                    | PS                                                 |                                                    | UMP                                                |                                                    | UMP                                                |                                                    | UMP                                                |                                                    | PS                                                 |
| 1997 | 1997 | 1997 | 1997 | 1997 | 1997 | 1997 | 1997 | 1997 |                                                    | PS                                                 |                                                    | RPR                                                |                                                    | PS                                                 |                                                    | UDF                                                |                                                    | RPR                                                |                                                    | PS                                                 |                                                    | RPR                                                |                                                    | RPR                                                |                                                    | RPR                                                |                                                    | PS                                                 |
| 1993 | 1993 | 1993 | 1993 | 1993 | 1993 | 1993 | 1993 | 1993 |                                                    | PS                                                 |                                                    | RPR                                                |                                                    | RPR                                                |                                                    | UDF                                                |                                                    | UDF                                                |                                                    | RPR                                                |                                                    | RPR                                                |                                                    | PS                                                 |                                                    | RPR                                                |                                                    | PS                                                 |
| 1988 | 1988 | 1988 | 1988 | 1988 | 1988 | 1988 | 1988 | 1988 |                                                    | PS                                                 |                                                    | RPR                                                |                                                    | PS                                                 |                                                    | UDF                                                |                                                    | UDF                                                |                                                    | PS                                                 |                                                    | PS                                                 |                                                    | PS                                                 |                                                    | PS                                                 |                                                    | PS                                                 |
| 1986 | 1986 | 1986 | 1986 | 1986 | 1986 | 1986 | 1986 | 1986 | Scrutin proportionnel plurinominal par département | Scrutin proportionnel plurinominal par département | Scrutin proportionnel plurinominal par département | Scrutin proportionnel plurinominal par département | Scrutin proportionnel plurinominal par département | Scrutin proportionnel plurinominal par département | Scrutin proportionnel plurinominal par département | Scrutin proportionnel plurinominal par département | Scrutin proportionnel plurinominal par département | Scrutin proportionnel plurinominal par département | Scrutin proportionnel plurinominal par département | Scrutin proportionnel plurinominal par département | Scrutin proportionnel plurinominal par département | Scrutin proportionnel plurinominal par département | Scrutin proportionnel plurinominal par département | Scrutin proportionnel plurinominal par département | Scrutin proportionnel plurinominal par département | Scrutin proportionnel plurinominal par département | Scrutin proportionnel plurinominal par département | Scrutin proportionnel plurinominal par département |
| 1981 | 1981 | 1981 | 1981 | 1981 | 1981 | 1981 | 1981 | 1981 |                                                    | PS                                                 |                                                    | PS                                                 |                                                    | PS                                                 |                                                    | PS                                                 |                                                    |                                                    |                                                    |                                                    |                                                    |                                                    |                                                    |                                                    |                                                    |                                                    |                                                    |                                                    |
| 1978 | 1978 | 1978 | 1978 | 1978 | 1978 | 1978 | 1978 | 1978 |                                                    | PCF                                                |                                                    | RPR                                                |                                                    | PCF                                                |                                                    | PCF                                                |                                                    |                                                    |                                                    |                                                    |                                                    |                                                    |                                                    |                                                    |                                                    |                                                    |                                                    |                                                    |
| 1973 | 1973 | 1973 | 1973 | 1973 | 1973 | 1973 | 1973 | 1973 |                                                    | PCF                                                |                                                    | UDR                                                |                                                    | PCF                                                |                                                    | PCF                                                |                                                    |                                                    |                                                    |                                                    |                                                    |                                                    |                                                    |                                                    |                                                    |                                                    |                                                    |                                                    |
| 1968 | 1968 | 1968 | 1968 | 1968 | 1968 | 1968 | 1968 | 1968 |                                                    | UDR                                                |                                                    | UDR                                                |                                                    | UDR                                                |                                                    | UDR                                                |                                                    |                                                    |                                                    |                                                    |                                                    |                                                    |                                                    |                                                    |                                                    |                                                    |                                                    |                                                    |
| 1967 | 1967 | 1967 | 1967 | 1967 | 1967 | 1967 | 1967 | 1967 |                                                    | PCF                                                |                                                    | UD-Ve                                              |                                                    | PCF                                                |                                                    | PCF                                                |                                                    |                                                    |                                                    |                                                    |                                                    |                                                    |                                                    |                                                    |                                                    |                                                    |                                                    |                                                    |

### Évolution politique des cantons
- Élections cantonales de 1967 dans l'Essonne
- Élections cantonales de 1970 dans l'Essonne
- Élections cantonales de 1973 dans l'Essonne
- Élections cantonales de 1976 dans l'Essonne
- Élections cantonales de 1979 dans l'Essonne
- Élections cantonales de 1982 dans l'Essonne
- Élections cantonales de 1985 dans l'Essonne
- Élections cantonales de 1988 dans l'Essonne
- Élections cantonales de 1992 dans l'Essonne
- Élections cantonales de 1994 dans l'Essonne
- Élections cantonales de 1998 dans l'Essonne
- Élections cantonales de 2001 dans l'Essonne
- Élections cantonales de 2004 dans l'Essonne
- Élections cantonales de 2008 dans l'Essonne
- Élections cantonales de 2011 dans l'Essonne
- Élections départementales de 2015 dans l'Essonne
- Élections départementales de 2021 dans l'Essonne

### Évolution politique des communes
- Élections municipales de 1971 dans l'Essonne
- Élections municipales de 1977 dans l'Essonne
- Élections municipales de 1983 dans l'Essonne
- Élections municipales de 1989 dans l'Essonne
- Élections municipales de 1995 dans l'Essonne
- Élections municipales de 2001 dans l'Essonne
- Élections municipales de 2008 dans l'Essonne
- Élections municipales de 2014 dans l'Essonne
- Élections municipales de 2020 dans l'Essonne

## Pour approfondir